# Eclissi solare del 21 maggio 1993
L'eclissi solare del 21 maggio 1993 è stato un evento astronomico che ha avuto luogo il suddetto giorno attorno alle ore 14:20 UTC. Tale evento ha avuto luogo nella maggior parte del Nord America, nell'Europa nord occidentale e nell'Asia nord occidentale. L'eclissi del 21 maggio 1993 è stata la prima eclissi solare nel 1993 e la 211ª nel XX secolo. La precedente eclissi solare ha avuto luogo il 24 dicembre 1992, la seguente il 13 novembre 1993.

## Percorso e visibilità
Questa eclissi solare era visibile nella maggior parte del Canada eccetto il sud-est, nella maggior parte degli Stati Uniti continentali tranne l'est e il sud, nella maggior parte dell'Alaska escluse le Isole Aleutine; era visibile in Groenlandia, Europa settentrionale, Europa centrale nord orientale, Europa orientale esclusa l'Ucraina. Era visibile al confine meridionale della Moldavia, in Caucaso settentrionale, Asia centrale nord occidentale, Siberia occidentale e settentrionale.
A seconda del fuso orario, l'eclissi solare è stata osservata il 21 maggio nella maggior parte delle aree; l'eclissi è stata vista il 22 maggio locale nella maggior parte della parte orientale della Russia. In alcune arre soggette al sole di mezzanotte l'eclissi è durata dalla mezzanotte del 21 maggio sino all'alba del 22 maggio.

## Eclissi correlate

### Eclissi solari 1993 - 1996
Questa eclissi è un membro di una serie semestrale. Un'eclissi in una serie semestrale di eclissi solari si ripete approssimativamente ogni 177 giorni e 4 ore (un semestre) in nodi alternati dell'orbita della Luna.

### Ciclo di Saros 118
L'evento fa parte del ciclo di Saros 118, che si ripete ogni 18 anni, 11 giorni, contenente 72 eventi. La serie iniziò con un'eclissi solare parziale il 24 maggio 803 d.C. Comprende eclissi totali dal 19 agosto 947 al 25 ottobre 1650, eclissi ibride il 4 novembre 1668 e il 15 novembre 1686 ed eclissi anulari dal 27 novembre 1704 al 30 aprile 1957. La serie termina al membro 72 con un'eclissi parziale il 15 luglio 2083. La durata più lunga di una eclissi totale nel ciclo è stata di 6 minuti e 59 secondi il 16 maggio 1398.